# Orlandia
Orlandia (лат.) — род хищных коротконадкрылых жуков трибы Bythinoplectini из подсемейства ощупники (Pselaphinae). Включает 2 вида. Род назван в честь американского колеоптеролога Orlando Park (1901—1969), крупного специалиста по Pselaphinae.

## Распространение
Мексика, Австралия.

## Описание
Мелкие коротконадкрылые жуки—ощупники (Pselaphinae). Длина тела 1,2 — 1,7 мм. Усики 11-члениковые, булавовидные (булава образована двумя свободно сочлененными вершинными члениками). Голова с выпуклым и узким лобным рострумом, глаза перекрывают по крайней мере базальную половину рострума; большие субантенальные выемки, окаймляющие максиллярные щупики в отведенном состоянии, открываются только вперед; четвертые сегменты максиллярных щупиков с базолатеральными участками в виде крупных окаймленных дисков. Надкрылья без краевых килей.

## Систематика
Включает 2 вида. Род был впервые описан в 1985 году, а его валидный статус подтверждён входе ревизии, проведённой в 2001 году энтомологом Дональдом С. Чандлером (University of New Hampshire, Durham, Нью-Гэмпшир, США), который утверждает, что в Австралии обитает не менее 25 видов этого рода. Таксон отнесён к трибе Bythinoplectini (надтриба Euplectitae) из подсемейства Pselaphinae и близок к родам Parapyxidicerus и Pyxidicerus.
- Orlandia parki Comellini, 1985
- Orlandia styx Chandler, 2001